# Colton Herta

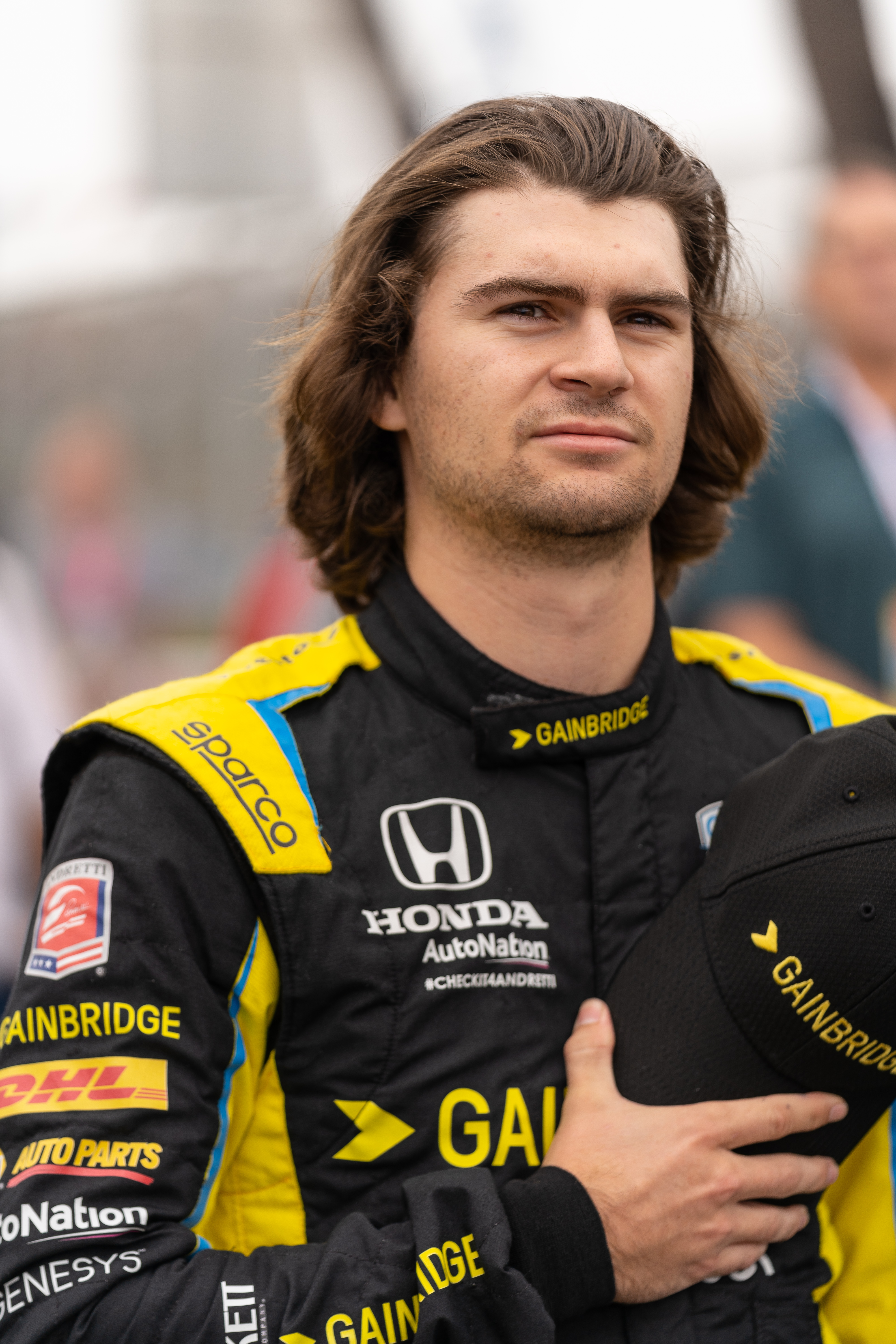
Colton Herta (2021)

Colton Herta (* 30. März 2000 in Valencia, Santa Clarita, Kalifornien) ist ein US-amerikanischer Automobilrennfahrer. Er startet seit 2018 in der IndyCar Series.

## Karriere
Herta begann seine Motorsportkarriere 2010 im Kartsport, in dem er bis 2014 aktiv blieb. 2012 debütierte er zudem im Formelsport und fuhr in der Winterserie 2012/13 der SBF2000. Er beendete die Winterserie auf dem sechsten Platz und wurde in der anschließenden Sommerserie Gesamtzweiter. Außerdem entschied Herta 2013 die Pacific Formula F1600 für sich. 2014 trat Herta für JAY Motorsports in der U.S. F2000 National Championship an. Mit zwei fünften Plätzen als besten Ergebnissen wurde er 15. in der Fahrerwertung. Außerdem startete er einmal in der Lites-Kategorie der GRC Rallycross.
2015 wechselte Herta nach Europa und trat für Carlin in der britischen Formel-4-Meisterschaft an. Herta gewann vier Rennen und schloss die Meisterschaft auf dem dritten Gesamtrang ab. 2016 blieb Herta bei Carlin und wechselte in die Euroformula Open. Er erzielte vier Siege und wurde erneut Dritter in der Gesamtwertung. Zudem nahm er an zwei Veranstaltungen der britischen Formel-3-Meisterschaft teil. Dabei gewann er ein Rennen.
2017 kehrte Herta nach Nordamerika zurück und ging für Andretti Steinbrenner Racing in der Indy Lights an den Start. Sein Rennwagen wurde von Andretti Autosport eingesetzt und von George Michael Steinbrenner IV finanziert. Mit zwei Siegen wurde er als bester Rookie Gesamtdritter. 2018 blieb Herta bei Andretti Steinbrenner Racing in der Indy Lights. Herta gewann vier Rennen, dabei entschied er alle drei Rennen auf dem Indianapolis Motor Speedway für sich. Mit 447 zu 491 Punkten wurde er Gesamtzweiter hinter seinem Teamkollegen Patricio O’Ward. Zudem debütierte er beim Saisonfinale der IndyCar Series 2018 für Harding Racing in der IndyCar Series.

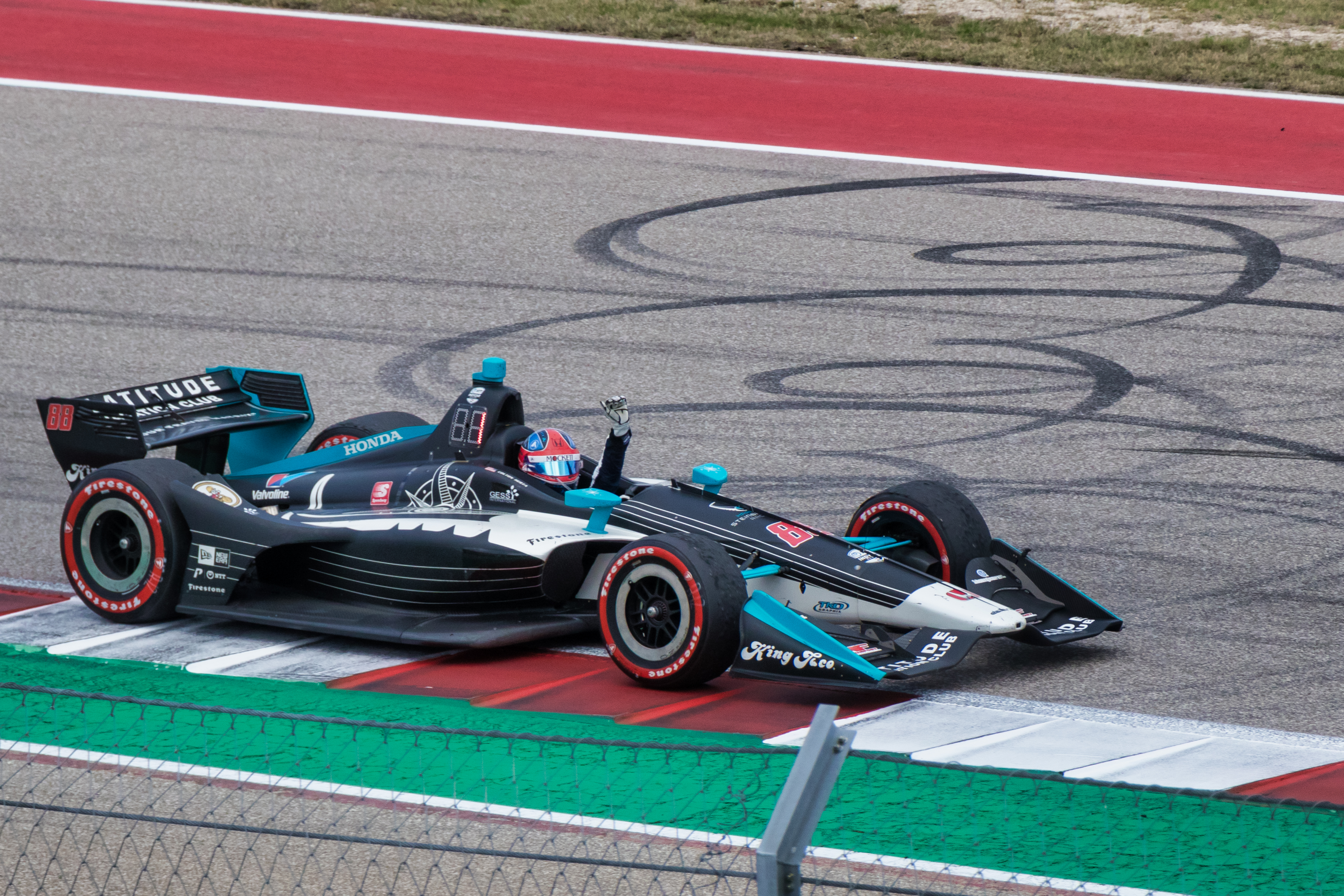
Herta wurde 2019 bei seinem dritten Start jüngster Sieger

2019 nahm Herta zunächst für Rahal Letterman Lanigan Racing am 24-Stunden-Rennen von Daytona in der IMSA WeatherTech SportsCar Championship (WTSCC) teil. Dabei gewann er die GTLM-Klasse. Anschließend erhielt er ein Vollzeitcockpit in der IndyCar Series 2019. Steinbrenner, der bereits Hertas Einsätze in der Indy Lights finanziert hatte, war in der Zwischenzeit bei Harding Racing eingestiegen, weshalb der Rennstall fortan als Harding Steinbrenner Racing an den Start ging. Bereits beim zweiten Saisonrennen, seinem dritten IndyCar-Rennen überhaupt, dem IndyCar Classic in Austin erzielte er seinen ersten Sieg, der zudem der erste Sieg des Rennstalls war. Mit dem Sieg im Alter von 18 Jahren löste Herta zudem Graham Rahal als jüngsten IndyCar-Sieger ab.  Beim Saisonfinale in Monterey konnte er seinen zweiten Sieg feiern. In der Wertung zum Rookie of the Year musste er sich Felix Rosenqvist um fünf Punkte geschlagen geben. Zur Saison 2020 wurde sein Team wegen finanzieller Probleme von Andretti Autosport übernommen. Beim zweiten Rennen in Lexington holte er die Pole-Position und den Sieg. Er beendete die Saison auf dem dritten Platz der Meisterschaft.
In der Saison 2021 gewann er drei Rennen – genauso viele wie Meisterschaftsgewinner Alex Palou. Da er allerdings auch vier Mal ausfiel, wurde er in der Fahrerwertung fünfter. Bei den Siegen in St. Petersburg und Monterey startete er von der Pole und führte die Rennen die meiste Zeit an. In Nashville startete er ebenfalls von der Pole und führte auch hier die meisten Runden das Feld an. Er beendete das Rennen aber im Reifenstapel kurz vor Rennende bei der Verfolgung vom Führenden Marcus Ericsson. Beim Saisonfinale in Long Beach gewann er, nachdem er von Platz 14 gestartet war.

## Persönliches
Herta ist der Sohn des Automobilrennfahrers Bryan Herta.

## Statistik

### Karrierestationen
- 2010–2014: Kartsport
- 2013: SBF2000, Winter (P6)
- 2013: SBF2000, Sommer (P2)
- 2013: Pacific Formula F1600 (P1)
- 2014: U.S. F2000 National Championship (P15)
- 2015: GRC Rallycross, Lites (P15)
- 2015: Britische Formel 4 (P3)
- 2016: Euroformula Open (P3)
- 2016: Britische Formel 3 (P19)
- 2017: Indy Lights (P3)
- 2018: Indy Lights (P2)
- 2018: IndyCar Series (P37)
- 2019: IndyCar Series (P7)
- 2019: WTSCC, GTML
- 2020: IndyCar Series (P3)
- 2021: IndyCar Series (P5)
- 2022: IndyCar Series (P10)
- 2023: IndyCar Series (P10)
- 2024: IndyCar Series (P2)

### Einzelergebnisse in der IndyCar Series
| Jahr | Team                                    | 1   | 2   | 3   | 4   | 5    | 6    | 7    | 8   | 9   | 10   | 11   | 12   | 13  | 14  | 15   | 16   | 17  | Punkte | Rang |
| ---- | --------------------------------------- | --- | --- | --- | --- | ---- | ---- | ---- | --- | --- | ---- | ---- | ---- | --- | --- | ---- | ---- | --- | ------ | ---- |
| 2018 | Harding Racing                          | STP | PHO | LBH | ALA | IMS  | INDY | DET  | DET | TXS | ROA  | IOW  | TOR  | MDO | POC | STL  | POR  | SNM | 20     | 37.  |
| 2018 | Harding Racing                          |     |     |     |     |      |      |      |     |     |      |      |      |     |     | 20   |      |     | 20     | 37.  |
| 2019 | Harding Steinbrenner Racing             | STP | COA | ALA | LBH | IMS  | INDY | DET  | DET | TXS | ROA  | TOR  | IOW  | MDO | POC | STL  | POR  | LAG | 420    | 7.   |
| 2019 | Harding Steinbrenner Racing             | 8   | 1L  | 24  | 23  | 23   | 33   | 12   | 12  | 18  | 8    | 7    | 18   | 8   | 16  | 9L   | 4L   | 1*  | 420    | 7.   |
| 2020 | Andretti Harding Steinbrenner Autosport | TXS | IMS | ROA | ROA | IOW  | IOW  | INDY | STL | STL | MDO  | MDO  | IMS  | IMS | STP |      |      |     | 421    | 3.   |
| 2020 | Andretti Harding Steinbrenner Autosport | 7   | 4   | 5   | 5   | 19   | 19   | 8L10 | 4   | 6L  | 9L   | 1*   | 4L   | 2   | 11L |      |      |     | 421    | 3.   |
| 2021 | Andretti Autosport                      | ALA | STP | TXS | TXS | IMS  | INDY | DET  | DET | ROA | MDO  | NSH  | IMS  | STL | POR | LAG  | LBH  |     | 455    | 5.   |
| 2021 | Andretti Autosport                      | 21  | 1*  | 22  | 5   | 13   | 162  | 14   | 4   | 2   | 13L  | 19*  | 3L   | 18L | 8   | 1*   | 1*   |     | 455    | 5.   |
| 2022 | Andretti Autosport                      | STP | TXS | LBH | ALA | IMS  | INDY | DET  | ROA | MDO | TOR  | IOW1 | IOW2 | IMS | NSH | GAT  | POR  | LAG | 381    | 10.  |
| 2022 | Andretti Autosport                      | 4   | 12  | 23L | 10  | 1L*  | 30   | 8    | 5   | 15L | 2L   | 24   | 12   | 24L | 5   | 11   | 6    | 11  | 381    | 10.  |
| 2023 | Andretti Autosport                      | STP | TXS | LBH | ALA | IMS  | INDY | DET  | ROA | MDO | TOR  | IOW1 | IOW2 | NSH | IMS | GAT  | POR  | LAG | 356    | 10.  |
| 2023 | Andretti Autosport                      | 20  | 7L  | 4   | 14  | 9    | 9L   | 11   | 5L* | 11L | 3    | 19   | 7    | 21  | 13  | 6L   | 13   | 23L | 356    | 10.  |
| 2024 | Andretti Global                         | STP | LBH | ALA | IMS | INDY | DET  | ROA  | LAG | MDO | IOW1 | IOW2 | TOR  | GAT | POR | MIL1 | MIL2 | NSH | 513    | 2.   |
| 2024 | Andretti Global                         | 3L  | 2L  | 8   | 7   | 23   | 19L  | 6L   | 2L  | 4   | 11L  | 5    | 1L*  | 5   | 4L  | 22L  | 3L   | 1L  | 513    | 2.   |
| 2025 | Andretti Global                         | STP | TTC | LBH | ALA | IMS  | INDY | DET  | GAT | ROA | MDO  | IOW1 | IOW2 | TOR | LAG | POR  | MIL1 | NSH | 313    | 7.   |
| 2025 | Andretti Global                         | 16L | 4   | 7   | 7   | 25   | 14   | 3L   | 17  | 16  | 4L   | 13   | 20   | 4L  | 3   |      |      |     | 313    | 7.   |

Legende

### Sebring-Ergebnisse
| Jahr | Team                              | Fahrzeug     | Teamkollege         | Teamkollege    | Platzierung | Ausfallgrund |
| ---- | --------------------------------- | ------------ | ------------------- | -------------- | ----------- | ------------ |
| 2019 | BMW Team RLL                      | BMW M8 GTE   | Connor De Phillippi | Tom Blomqvist  | Rang 16     |              |
| 2020 | BMW Team RLL                      | BMW M8 GTE   | Connor De Phillippi | Bruno Spengler | Rang 15     |              |
| 2024 | Wayne Taylor Racing with Andretti | Acura ARX-06 | Louis Delétraz      | Jordan Taylor  | Gesamtsieg  |              |